# Człowiek z Yuanmou
Człowiek z Yuanmou (łac. Homo erectus yuanmouensis, chiń. 元谋人) – hominid, którego skamieniałości (dwa zęby) odkryto 1 maja 1965 niedaleko wioski Danawu w regionie Yuanmou w prowincji Junnan w Chinach. W pobliżu zostały znalezione również narzędzia paleolityczne. Szczątki datowane są na około 1,7 miliona lat i są najstarszymi szczątkami pierwotnego człowieka znalezionymi w Chinach i wschodniej Azji. Człowiek z Yuanmou prawdopodobnie żył również w okresie, gdy na terenie Chin pojawił się człowiek z Lantian i człowiek pekiński.
Skamieniałości są wystawione w Chińskim Muzeum Narodowym w Pekinie.